# Акаку
Акаку (вірм. Հակակու), Агдам (азерб. Ağdam) — село у Ходжавендському районі Азербайджану, тимчасово окуповано Вірменією, що називає його частиною Гадрутському районі Нагірно-Карабаської Республіки. Село розташоване на південь від села Тахут, на південний захід від села Цакурі та на північний захід від районного центру — міста Гадруту.
Станом на кінець 2008 р. в селі будувалася школа за кошти бюджету НКР.

## Пам'ятки
Церква Св. Аствацацін 17 ст., цвинтар 17-19 ст., хачкар 17 ст., млин 19 ст.